# Wirdum (Friesland)
Wirdum (Fries: Wurdum) is een dorp in de gemeente Leeuwarden, in de Nederlandse provincie Friesland. Wirdum ligt even ten zuiden van de stad Leeuwarden, tussen de dorpen Wytgaard en Warga aan de Wirdumervaart. Het dorp vormt samen met Swichum een tweelingdorp met een gezamenlijke dorpsbelangenvereniging.
In 2023 telde het dorp 1.165 inwoners. De buurtschap Tjaard ligt in het postcodegebied van Wirdum. Het van oorsprong rooms-katholieke Wijtgaard behoorde tot 1957 tot het dorpsgebied van Wirdum.
Aan de andere kant van de N31 lag tot het einde van 2014 de buurtschap Kip- en Kinderbuurt; de huizen ervan werden gesloopt voor de Haak om Leeuwarden.

## Geschiedenis
Wirdum is in de vroege Middeleeuwen ontstaan op een terp. Deze terp is in de 19e eeuw voor een deel afgegraven maar in vergelijking met andere terpdorpen is de terp minder afgegraven en nog steeds zichtbaar.
Pas in de 19e eeuw groeide het dorp door verbeterde landverbindingen.
De oudst bekende vermelding van het dorp is in 1335 als Weerdum. In 1399 komt de naam Wirdum voor en in 1412 Wirdoem. De plaatsnaam betekent meer dan waarschijnlijk  'op de wierde', waarmee de terp wordt bedoeld.
Tot 1944 was Wirdum onderdeel van het zuidelijke trimdeel van de gemeente Leeuwarderadeel.

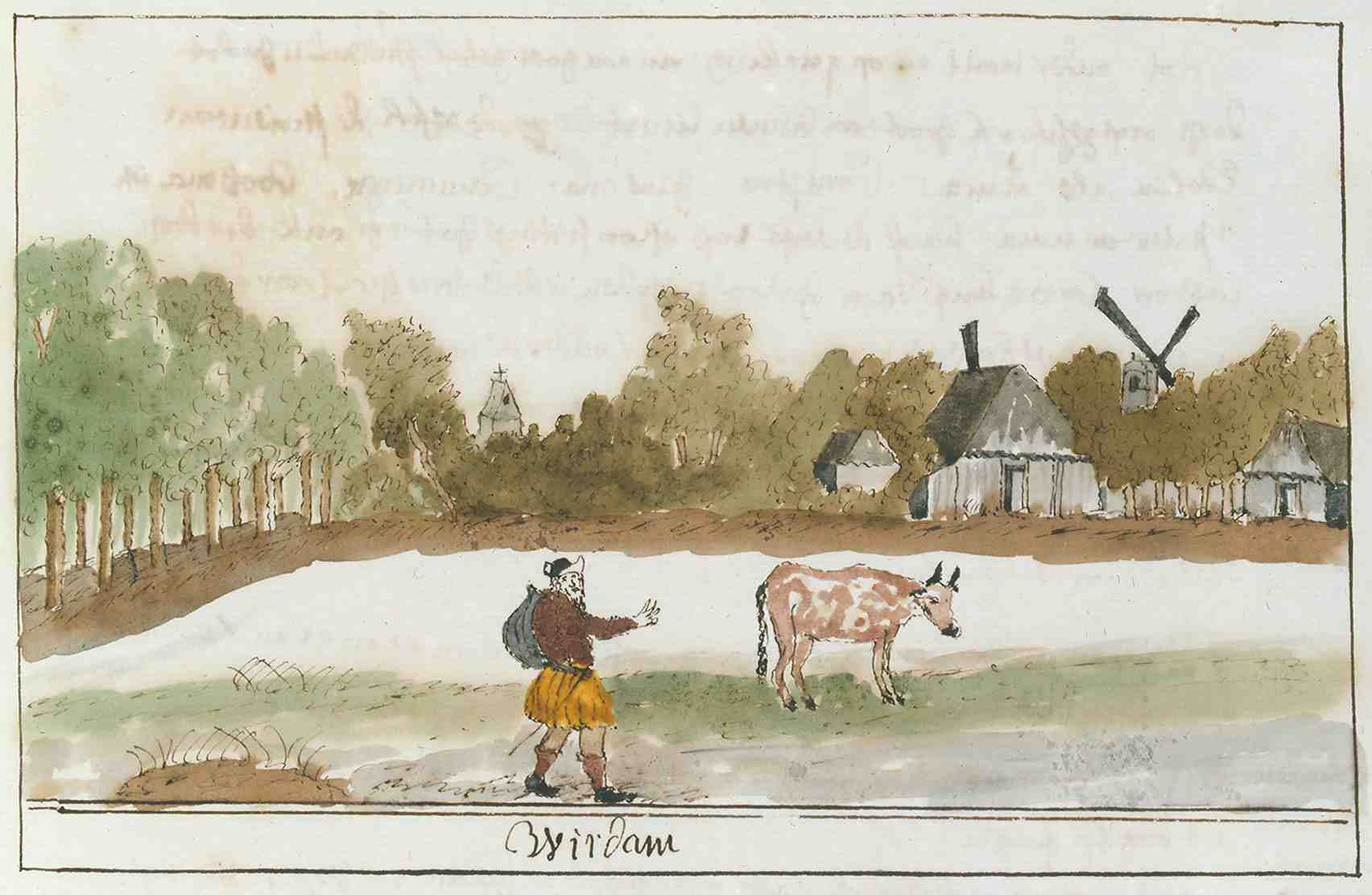
Wirdum, Atlas Schoemaker: Friesland, 1710-1735

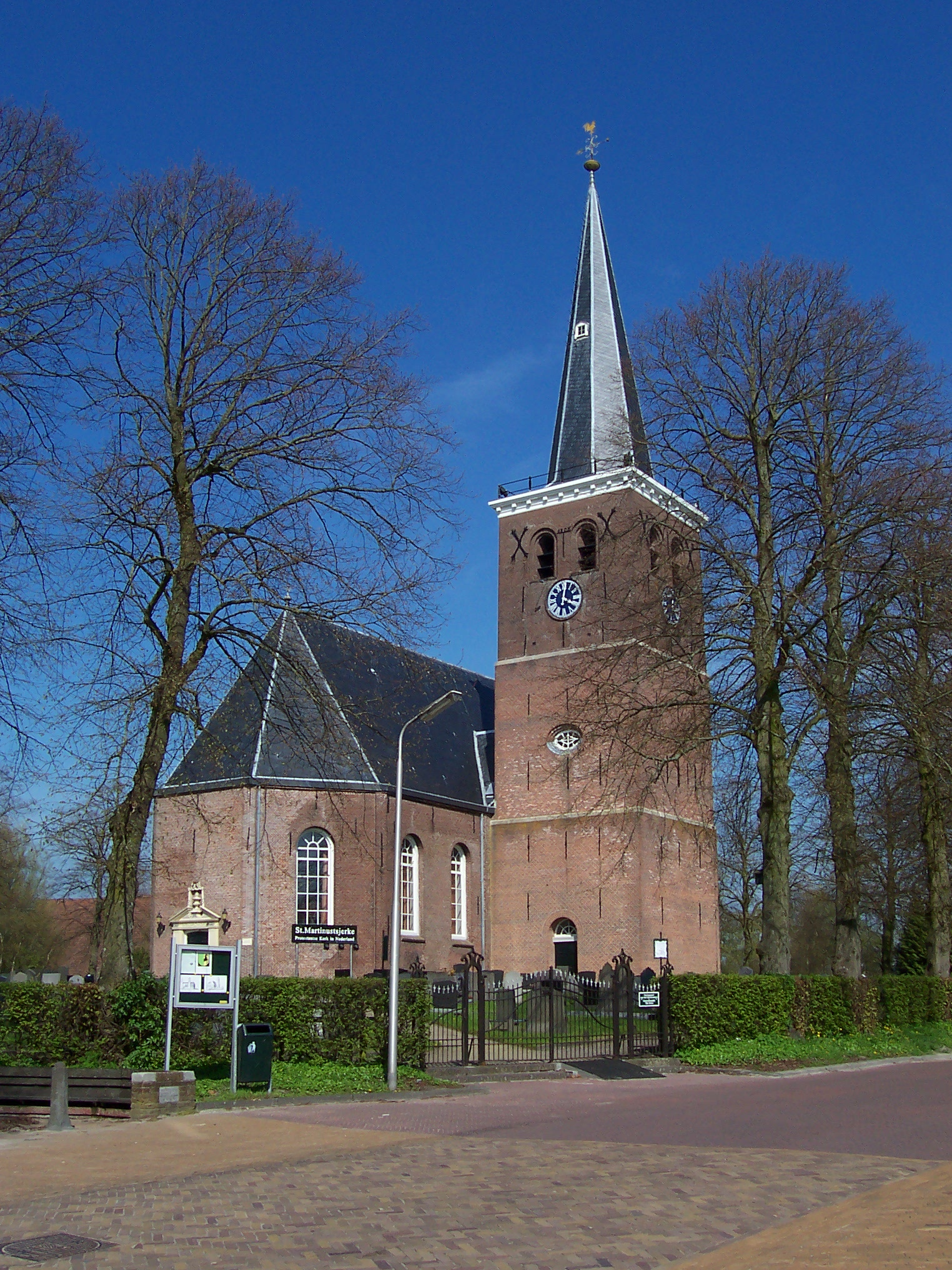
Sint-Martinuskerk

## Sint-Martinuskerk
In het dorp staat de monumentale protestantse Sint-Martinuskerk. Deze kerk is vermoedelijk rond 1200 gebouwd. Zij is gewijd aan de heilige Martinus van Tours. Vroeger bezat de kerk aan de westzijde nog een tweede toren. Deze toren is in 1688 afgebroken en verkocht aan de cementindustrie in Makkum. Sindsdien dragen de Wirdumers de bijnaam "Tuorkefretters" (Torentjevreters).

## Molen
Aan de noordoostkant van het dorp staat de Windmotor Wirdum, deze poldermolen stamt uit 1939.

## Sport

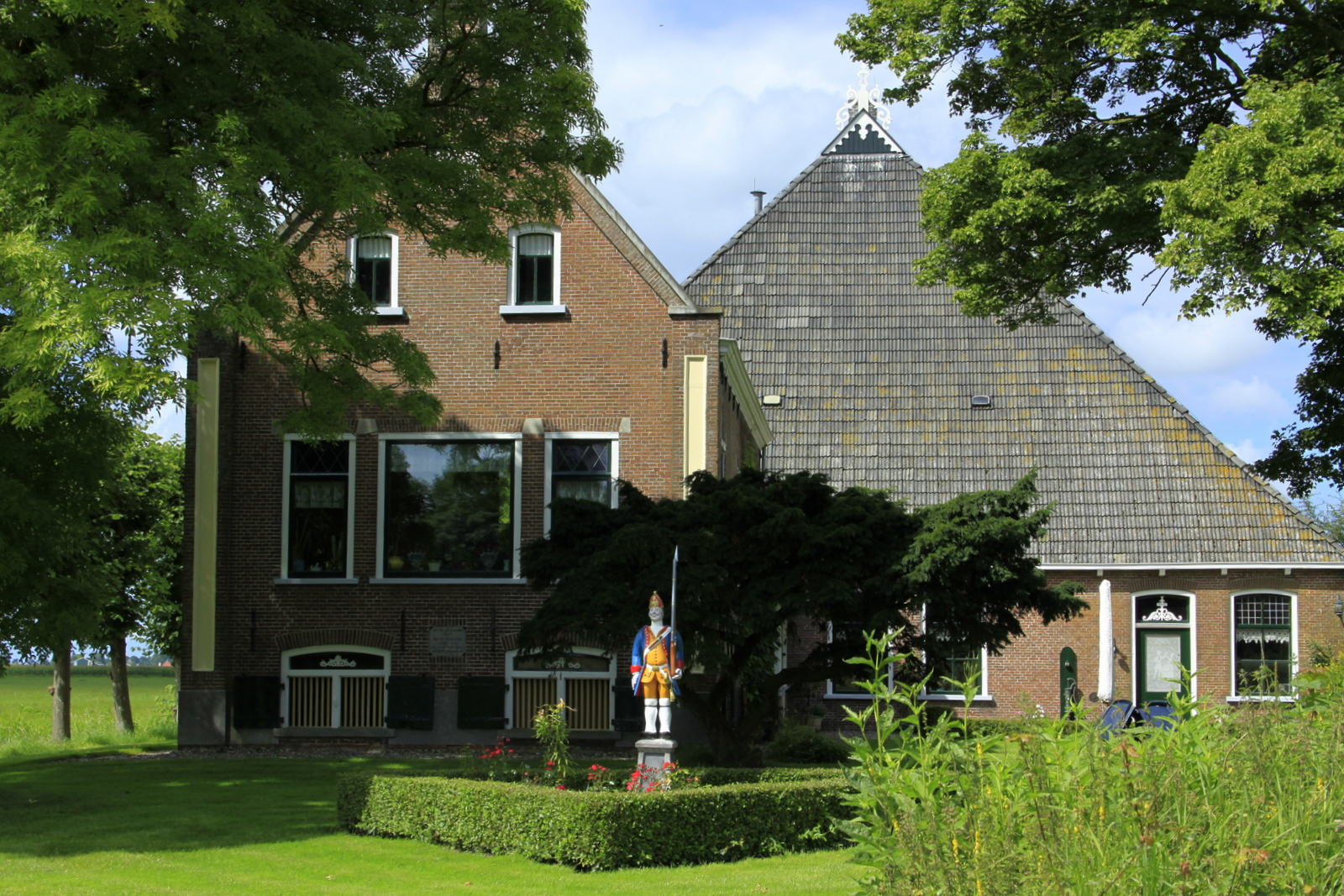
Museumboerderij Ald Barrahûs

In 1913 werd de multisportvereniging KDO opgericht, met onder andere gymnastiek en volleybal. In 1965 werd de voetbalvereniging WWS opgericht. Deze vereniging is gevestigd in Wirdum en bedient de dorpen Wijtgaard, Wirdum en Swichum.

## Cultuur
In 1927 is de Brassband Wirdum opgericht.

## Voorziening
Ondanks de nabijheid van de stad Leeuwarden is er in Wirdum een kleine middenstand met onder meer een supermarkt, een kapsalon, een kledingwinkel, twee autogarages en een hotel-restaurant.

## Onderwijs
Het dorp heeft twee bij elkaar gelegen basisscholen, de openbare De Uniasskoalle en de christelijke De Arke.

## Jabikspaad
De oostelijke route van het Jabikspaad, de Friese Camino de Santiago, gaat door Wirdum. Het Jabikspaad is 130 kilometer lang en loopt van Sint Jacobiparochie naar Hasselt.

## Bevolkingsontwikkeling
- 2023 - 1165
- 2021 - 1140
- 2019 - 1130
- 2018 - 1200
- 2005 - 1236
- 2000 - 1204
- 1999 - 1163

## Bekende (ex-)inwoners

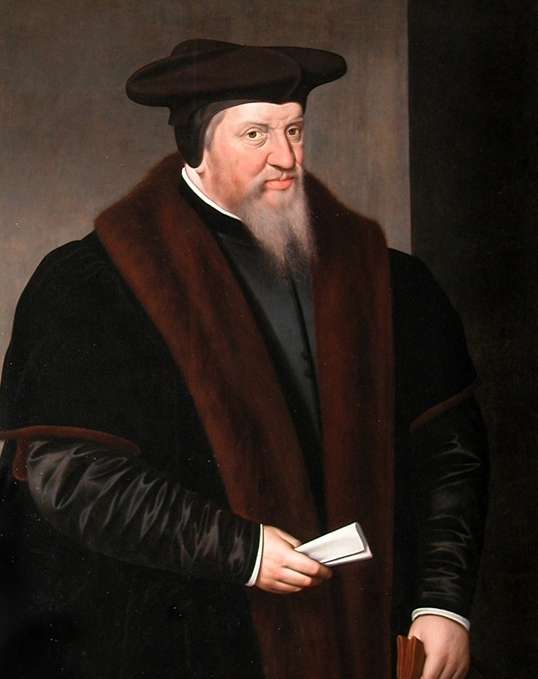
Viglius van Aytta, schilderij door Frans Pourbus de Oudere

Wigle van Aytta van Zwichem, uit het Fries gelatiniseerd tot Viglius ab Aytta Zuichemus (1507-1577), werd geboren in het Barrahuis, ten noordwesten van Wirdum. Het Barrahuis was een uithof van het klooster Barraconvent uit Bergum. Viglius was staatsman en onder andere andere lid van de Raad van State onder Karel V en Filips II.

### Geboren in Wirdum
- Oene Juws van Juwsma (1415-1492), OFO II-108 d.d.1-8-1482 als grietman van Leeuwarderadeel. Zijn naam staat op de kerkklok van de Sint-Martinuskerk (Wirdum) uit 1472.
- Keimpe Feyckes Ungha van Unia (1425-1481), Fries edelman en een leidsman van de Schieringers
- Feycke Riencks van Camstra (1440-1517), grietman van Leeuwarderadeel 1485, Schieringer
- Foppe Hommes Camstra (1520-1571), Fries edelman en een van de belangrijke watergeuzen
- Sybrant Franses Cammingha (1550-1593), grietman van Leeuwarderadeel 1578-1593, woonde op Humalda State
- Wytze Watzes Cammingha (1555-1612), hij woonde in 1584 op de Oenema State in Wirdum. Zijn grafzerk ligt in de Sint-Martinuskerk (Wirdum).
- Frans Aedes Eysinga (1621-1673), grietman van Leeuwarderadeel 1665-1673, woonde op Jouwsmastate
- Jouwert Witteveen (1850-1928), luitenant-kolonel
- Piet van der Hem (1885-1961), schilder, tekenaar en boekbandontwerper
- Jacob Algera (1902-1966), staatsman en politicus, minister van Verkeer en Waterstaat 1952-1958, lid van de Raad van State 1958-1966

### Overleden in Wirdum
- Rixt Ruurdsdr Roorda 1545-1625, de vrouw van Wytze Watzes Cammingha. Zij is met haar man in de Sint-Martinuskerk (Wirdum) begraven.
- Hessel Pieters (Roorda van) Eysinga (1604-1654), grietman van Leeuwarderadeel 1635-1654, woonde op Oud-Oenema State
- Wigerus Vitringa (1657-1725), kunstschilder